# Campionati panpacifici di nuoto 1987
I II Campionati panpacifici di nuoto si svolsero a Brisbane, in Australia, dal 13 al 16 agosto 1987.

## Medagliere
| Posizione | Paese         | Oro | Argento | Bronzo | Totale |
| --------- | ------------- | --- | ------- | ------ | ------ |
| 1         | Stati Uniti   | 24  | 14      | 7      | 45     |
| 2         | Australia     | 4   | 6       | 13     | 23     |
| 3         | Canada        | 3   | 8       | 8      | 19     |
| 4         | Cina          | 1   | 2       | 2      | 5      |
| 5         | Giappone      | 0   | 2       | 1      | 3      |
| 6         | Nuova Zelanda | 0   | 0       | 1      | 1      |
|           | Totale        | 32  | 32      | 32     | 96     |

## Record mondiali stabiliti
| Data           | Gara     | Atleta        | Nazionalità | Tempo   |
| -------------- | -------- | ------------- | ----------- | ------- |
| 13 agosto 1987 | 50 m sl  | Tom Jager     | Stati Uniti | 22"32   |
| 14 agosto 1987 | 400 m mx | David Wharton | Stati Uniti | 4'16"12 |

## Risultati

### Uomini
| Evento               | Oro                                                                | Perform. | Argento                                                                | Perform. | Bronzo                                                                     | Perform. |
| Stile libero         |                                                                    |          |                                                                        |          |                                                                            |          |
| 50 m                 | Tom Jager                                                          | 22.32    | Matt Biondi                                                            | 22.61    | Andrew Baildon                                                             | 23.45    |
| 100 m                | Matt Biondi                                                        | 49.73    | Craig Oppel                                                            | 50.11    | Tom Stachewicz                                                             | 50.84    |
| 200 m                | Craig Oppel                                                        | 1:49.12  | Tom Stachewicz                                                         | 1:49.61  | Marcel Gery                                                                | 1:49.84  |
| 400 m                | Matt Cetlinski                                                     | 3:49.51  | Sean Killion                                                           | 3:52.47  | Jason Plummer                                                              | 3:53.50  |
| 1500 m               | Michael McKenzie                                                   | 15:08.08 | Daniel Jorgensen                                                       | 15:12.09 | Jason Plummer                                                              | 15:17.23 |
| Dorso                |                                                                    |          |                                                                        |          |                                                                            |          |
| 100 m                | Mark Tewksbury                                                     | 55.89    | Daichi Suzuki                                                          | 56.07    | Paul Kingsman                                                              | 57.55    |
| 200 m                | Daniel Veatch                                                      | 2:01.38  | Mark Tewksbury                                                         | 2:01.56  | Kevin Draxinger                                                            | 2:03.54  |
| Rana                 |                                                                    |          |                                                                        |          |                                                                            |          |
| 100 m                | Victor Davis                                                       | 1:02.85  | Richard Schroeder                                                      | 1:03.27  | Rodney Lawson                                                              | 1:04.37  |
| 200 m                | Steve Bentley                                                      | 2.14.99  | Brett Beedle                                                           | 2.17.80  | Victor Davis                                                               | 2.18.27  |
| Farfalla             |                                                                    |          |                                                                        |          |                                                                            |          |
| 100 m                | Pablo Morales                                                      | 53.37    | Jon Sieben                                                             | 54.21    | Matt Biondi                                                                | 54.34    |
| 200 m                | Melvin Stewart                                                     | 1:58.05  | Tom Ponting                                                            | 1:58.99  | David Wilson                                                               | 1:59.06  |
| Misti                |                                                                    |          |                                                                        |          |                                                                            |          |
| 200 m                | David Wharton                                                      | 2:02.49  | Alex Baumann                                                           | 2:02.50  | Pablo Morales                                                              | 2:03.31  |
| 400 m                | David Wharton                                                      | 4:16.12  | Rob Woodhouse                                                          | 4:18.05  | Alex Baumann                                                               | 4:18.46  |
| Staffette            |                                                                    |          |                                                                        |          |                                                                            |          |
| 4x100 m stile libero | Stati Uniti Chris Jacobs Craig Oppel Troy Dalbey Matt Biondi       | 3:18.94  | Canada Vlastimil Cerny Sandy Goss Blair Hicken Marcel Gery             | 3:21.74  | Australia Tom Stachewicz Dominic Sheldrick Martin Roberts Duncan Armstrong | 3:21.79  |
| 4x200 m stile libero | Stati Uniti Troy Dalbey Matt Biondi Matt Cetlinski Craig Oppel     | 7:17.94  | Australia Tom Stachewicz Duncan Armstrong Martin Roberts Scott Hamlett | 7:19.95  | Canada Marcel Gery Don Haddow Paul Szekula Turlough O'Hare                 | 7:28.91  |
| 4x100 m misti        | Stati Uniti Dan Veatch Richard Schroeder Pablo Morales Matt Biondi | 3:41.73  | Canada Mark Tewksbury Victor Davis Tom Ponting Marcel Gery             | 3:42.19  | Australia Carl Wilson Rodney Lawson Jon Sieben Tom Stachewicz              | 3:45.17  |

### Donne
| Evento               | Oro                                                                | Perform. | Argento                                                                 | Perform. | Bronzo                                                            | Perform. |
| Stile libero         |                                                                    |          |                                                                         |          |                                                                   |          |
| 50 m                 | Anna Pettis-Scott                                                  | 26.16    | Lisa Dorman                                                             | 26.33    | Karen van Wirdum                                                  | 26.44    |
| 100 m                | Dara Torres                                                        | 55.86    | Jenna Johnson                                                           | 56.11    | Jane Kerr                                                         | 57.13    |
| 200 m                | Mitzi Kremer                                                       | 2:01.34  | Susie Baumer                                                            | 2:01.74  | Francie O'Leary                                                   | 2:01.82  |
| 400 m                | Janet Evans                                                        | 4:09.32  | Julie McDonald                                                          | 4:10.18  | Susie Baumer                                                      | 4:11.32  |
| 800 m                | Julie McDonald                                                     | 8:23.18  | Janet Evans                                                             | 8:33.11  | Donna Procter                                                     | 8:34.47  |
| Dorso                |                                                                    |          |                                                                         |          |                                                                   |          |
| 100 m                | Nicole Livingstone                                                 | 1:02.64  | Kristen Kinehan                                                         | 1:03.50  | Susan O'Brien                                                     | 1:04.00  |
| 200 m                | Nicole Livingstone                                                 | 2:11.84  | Andrea Hayes                                                            | 2:13.12  | Beth Barr                                                         | 2:14.21  |
| Rana                 |                                                                    |          |                                                                         |          |                                                                   |          |
| 100 m                | Allison Higson                                                     | 1:09.92  | Guylaine Cloutier                                                       | 1:11.24  | Huang Xiaomin                                                     | 1:11.29  |
| 200 m                | Amy Shaw                                                           | 2:29.58  | Huang Xiaomin                                                           | 2:29.66  | Susan Johnson                                                     | 2:32.60  |
| Farfalla             |                                                                    |          |                                                                         |          |                                                                   |          |
| 100 m                | Qian Hong                                                          | 1:00.39  | Angel Myers                                                             | 1:00.62  | Jenna Johnson                                                     | 1:00.90  |
| 200 m                | Kelley Davies                                                      | 2:12.51  | Takayo Kitano                                                           | 2:12.76  | Kiyomi Takahashi                                                  | 2:13.51  |
| Misti                |                                                                    |          |                                                                         |          |                                                                   |          |
| 200 m                | Angel Myers                                                        | 2:17.52  | Allison Higson                                                          | 2:18.39  | Jane Kerr                                                         | 2:20.15  |
| 400 m                | Janet Evans                                                        | 4:44.90  | Garland O'Keefe                                                         | 4:47.13  | Donna Procter                                                     | 4:47.40  |
| Staffette            |                                                                    |          |                                                                         |          |                                                                   |          |
| 4x100 m stile libero | Stati Uniti Jenna Johnson Grace Cornelius Laura Walker Dara Torres | 3:43.90  | Cina Y. Lou Xia Fujie Zhuang Yong Qian Hong                             | 3:49.34  | Australia Jackie Grant Karen Van Wirdum Julie Pugh Angela Mullens | 3:49.48  |
| 4x200 m stile libero | Stati Uniti Mitzi Kremer Trina Radke Nancy Marley Francie O'Leary  | 8:06.54  | Australia Julie McDonald Pippa Downes Sheridan Burge-Lopez Susie Baumer | 8:13.58  | Canada Jane Kerr Patricia Noall Nancy Lovrinic Allison Higson     | 8:16.82  |
| 4x100 m misti        | Stati Uniti Kristin Linehan Susan Johnson Angel Myers Dara Torres  | 4:09.50  | Canada Lori Melien Allison Higson Mojca Cater Jane Kerr                 | 4:13.90  | Cina W. Yang Huang Xiaomin Qian Hong Xia Fujie                    | 4:14.22  |